# Välsigna, Gud, vårt fosterland
Välsigna, Gud, vårt fosterland är en psalmtext med tre 7-radiga verser, författade av Nils Frykman.

## Publicerad i
- Svenska Missionsförbundets sångbok 1920 som nr 714 under rubriken "Konung och Fädernesland".